# Iolaos

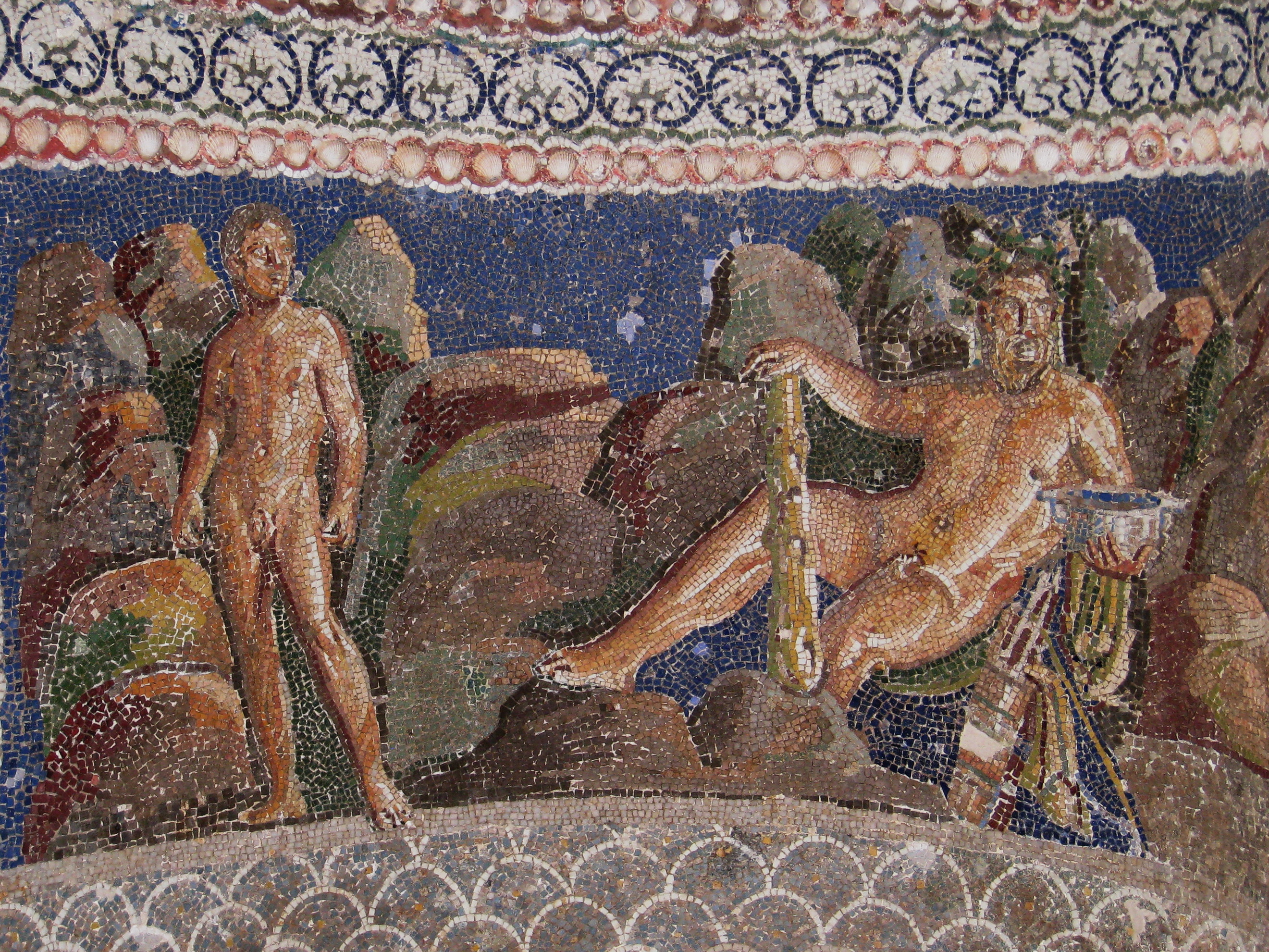
Herakles och Iolaos

Iolaos (grekiska Ιόλαος) var en prins av Tiryns i grekisk mytologi. Han var son till hjälten Herakles tvillingbror, prins Iphikles, och var Herakles vapendragare.

## Myten om Hydran vid Lerna
Under ett äventyr hjälpte Iolaos sin farbror Herakles att döda den lerneiska hydran. Hydran var ett slags niohövdad vattenorm som levde i ett träsk i närheten av Lerna. Herakles kusin, kung Eurystheus, hade givit Herkules i uppdrag att döda hydran. Varje gång Herakles skar av ett huvud växte två nya fram i dess stället. När striden pågått ett tag började Iolaos sveda halsen efter varje avhugget huvud med en fackla, vilket gjorde att nya huvuden inte kunde växa fram. Då nya huvuden inte längre tillkom, lyckades Herakles så småningom hugga av alla huvuden och besegra hydran. Dödandet av den lerneiska hydran var ett av Herakles tolv stordåd.